# Eurypylos (Sohn des Herakles)
Eurypylos (altgriechisch Εὐρύπυλος Eurýpylos) ist eine Gestalt der Griechischen Mythologie.
In der Bibliotheke des Apollodor wird Eurypylos als Sohn des griechischen Sagenhelden Herakles und der Eubote, einer Tochter des Thespios, aufgeführt.